# Parazitologie

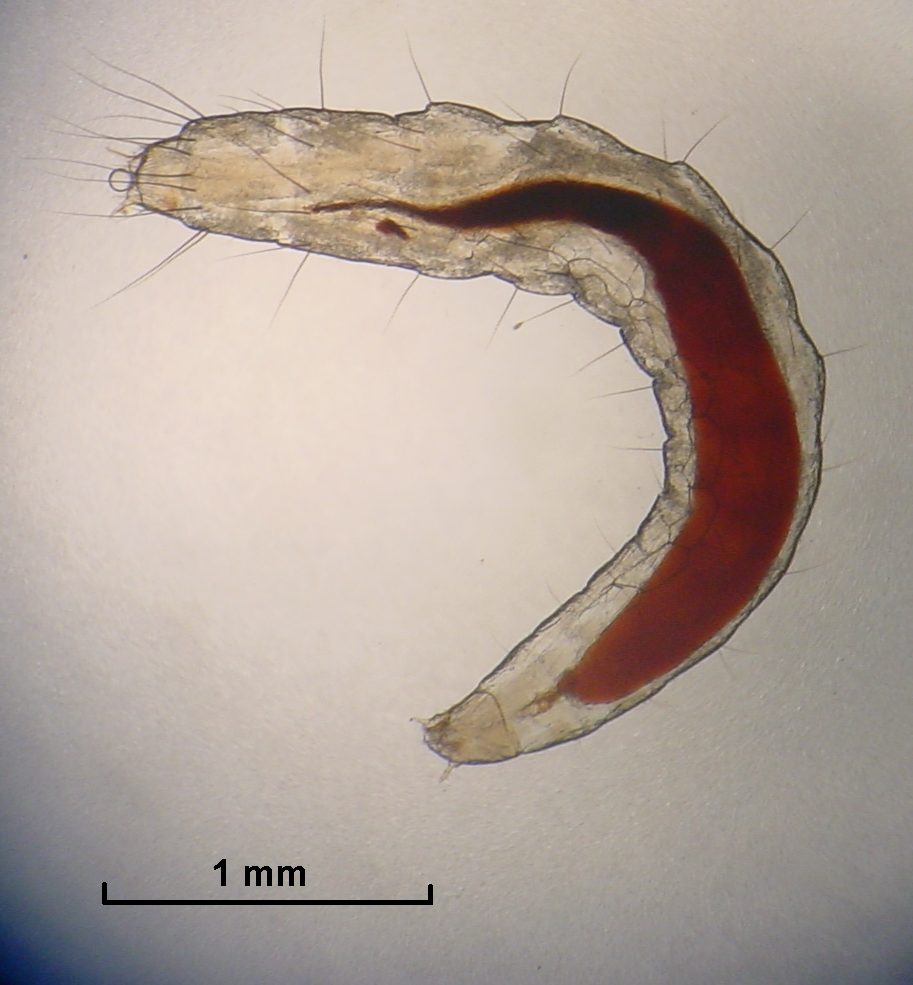
Larva blechy

Parazitologie je věda, která se zabývá parazity, jejich hostiteli a vztahy mezi nimi. Při svém bádání využívá poznatků zejména cytologie, imunologie, biochemie, farmakologie, molekulární biologie, genetiky a ekologie, její vlastní poznatky jsou pak často využívány v lékařství, veterinárním lékařství, ekologii a evoluční biologii.
Rozlišujeme parazitologii v „užším slova smyslu“, která se zabývá pouze parazitujícími prvoky, helminty, pavoukovci a hmyzem, a parazitologii v „širším slova smyslu“, která zahrnuje pod pojem parazity i bakterie a viry a další parazitující organismy. Rozšířenější je užší pojetí. Vědec zabývající se parazitologií v užším slova smyslu se nazývá parazitolog.

## Lékařská parazitologie
Nejrozšířenějším oborem parazitologie je parazitologie lékařská, která se zabývá studiem parazitů, jejichž hostitelem je člověk.
Mezi takové organismy patří např.:
- Plasmodium spp. - prvok, který způsobuje malárii.
- Leishmania donovani - prvok způsobující leishmaniózu.
- Z mmohobuněčných - Schistosoma spp., Wuchereria bancrofti.

Lékařská parazitologie má velký vliv na vývoj nových léků a studium epidemiologie zoonóz.

## Veterinární parazitologie
Studuje parazity, kteří ovlivňují zdravotní stav hospodářských zvířat, zvířat v zájmových chovech, jakož i volně žijících zvířat. Zabývá se vztahy mezi zvířaty a parazitem, jejich vzájemném ovlivňování. Veterinární parazitologie zkoumá taxonomické znaky, morfologii, funkce, vývoj a životní podmínky parazitů v přírodě a v živém hostitelském organismu. Je zaměřena zejména na vznik, průběh a zánik parazitóz u zvířat, jakož i na diagnostiku, klinické projevy, patologickomorfologické změny v hostiteli, terapii a prevenci. Hlavním cílem je ochrana zdraví zvířat.
- Veterinární parazitologie se dělí dle systematické příslušnosti parazitů do třech základních oblastí:
  - veterinární protozoologie - studuje veterinárně významné parazitární prvoky - Protozoa (např. kokcidie, trypanosomy, plasmodia);
  - veterinární helmintologie - studuje veterinárně významné helminty (červy) (motolice, tasemnice, hlístice);
  - veterinární arachnoentomologie - studuje veterinárně významné pavoukovce (např. klíšťata) a hmyz (např. komáři, střečci, blechy).

## Ekologie parazitů
Parazité mohou poskytnout množství informací o ekologii populace svého hostitele. Navíc parazité zaujímají řadu tzv. „životních strategií“, které jim umožňují kolonizovat své hostitele. Porozumění těmto aspektům pomáhá při potlačování epidemií.

## Taxonomie a genetika
Nedávné výzkumy, při kterých se DNA využívá při identifikaci odlišných druhů a k odhalení příbuznosti mezi jednotlivými skupinami v rámci úzké taxonomické jednotky, jsou pro parazitology velmi užitečným nástrojem.